# 栗宪庭

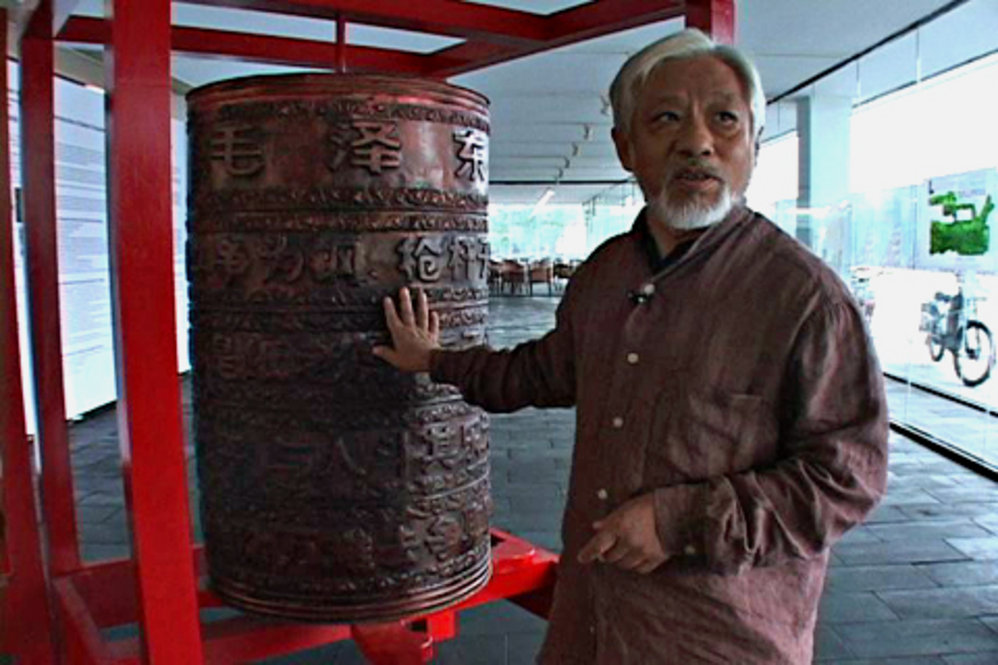

栗宪庭（1949年12月22日—）是一位中国艺术批评家，是二十世纪八十年代、九十年代时期的重要评论家，对中国现代艺术运动的发生和发展具有重要而深远的影响。八十年代初栗宪庭在官方《美术》杂志上首先介绍了“星星画派”和其他一些前卫艺术的作品。八十年代中期至1989年担任《中国美术报》编辑，为“85新潮”的传播和组织工作做了大量工作。这一时期栗宪庭推崇的艺术家是南京艺术家丁方，并撰写了中国批评史在这一时期最重要的批评文章：“时代呼唤大灵魂的生命激情”，以肯定丁方的艺术。
1989年以后，栗宪庭为新的艺术现象定名并做了比较系统的研究，推出了“政治波普”、“玩世现实主义”、“艳俗艺术”等艺术流派。
90年代末，栗宪庭担任过“尸体艺术”展览《对伤害的迷恋》的策划人，以支持更年轻的艺术家所从事的激进行为。
2000年以后，栗宪庭的艺术活动逐渐减少，2003年在北京大山子地区的东京画廊所策划的展览《念珠与笔触》是近年来极少数的展览之一。

## 生平
1949年出生于吉林，1978年毕业于中央美术学院国画系。1979年至1983年担任《美術》杂志编辑。1985年至1989年任《中国美术报》编辑。89之后，《中国美术报》在京被迫停刊。1990年以后一直以自由批评家活动。1992年后还担任过《艺术潮流》编辑。

## 策划的重要展览
- 1989年策划《中国现代艺术展》，地点：北京中国美术馆。
- 1990年策划《中国现代水墨展》，地点：日本东京世田谷美术馆。
- 1993年策划《后89中国新艺术展》，地点：香港艺术中心。
- 1993年6月参与策划《45届国际威尼斯双年展》中国部分《Mao Goe`s Pop》巡回艺术展览，地点：澳大利亚悉尼当代艺术博物馆。
- 1993年参与策划《从国家意识型态出走》地点：德国汉堡国际前卫文化中心。
- 1996年参与策划《大众样板》、《艳妆生活》艺术展，地点：北京艺术博物馆。
- 1996年2月策划《中国！》艺术展，地点：德国波恩现代艺术博物馆。
- 1999年做为世界最好的33名策划人，参与策划《时代转折》，地点：德国波恩艺术博物馆。
- 1999年参与策划《跨世纪彩虹—中国艳俗艺术展》，地点：天津泰达当代艺术博物馆。
- 1999年策划《酚苯乙烯》艺术展，地点：北京中山公园。
- 2000年策划《对伤害的迷恋》艺术展，地点：北京雕塑研究所。
- 2001年策划《十二花月》艺术展，地点：北京。
- 2001年策划《十字路口》艺术展，地点：成都现代艺术博物馆。
- 2000年担任横滨三年展《横滨2001》国际艺术委员会委员，地点：日本横滨。
- 2001年策划《死亡档案》艺术展，地点：北京。
- 2002年7月参与策划《专·业·余》艺术展。地点：成都。
- 2003年8月策划《念珠与笔触》艺术展。地点： 北京东京艺术工程。

## 著作
- 《重要的不是艺术》由江苏美术出版社出版。